# Donja Ljuboviđa
Donja Ljuboviđa (en serbe cyrillique : Доња Љубовиђа) est un village de Serbie situé dans la municipalité de Ljubovija, district de Mačva. Au recensement de 2011, il comptait 811 habitants.

## Démographie

### Évolution historique de la population
| 1948  | 1953  | 1961  | 1971  | 1981  | 1991 | 2002 | 2011 |
| ----- | ----- | ----- | ----- | ----- | ---- | ---- | ---- |
| 1 522 | 1 546 | 1 457 | 1 156 | 1 096 | 965  | 951  | 811  |

|  |